# Красна Рудня
Красна Ру́дня (рос. Красная Рудня, ерз. Красная Рудня) — селище у складі Старошайговського району Мордовії, Росія. Входить до складу Новоакшинського сільського поселення.
Населення — 141 особа (2010; 207 у 2002).
Національний склад (станом на 2002 рік):
- росіяни — 90 %